# Лас-Кабаньяс
Лас-Каба́ньяс (кат. Les Cabanyes) - муніципалітет, розташований в Автономній області Каталонія, в Іспанії. Знаходиться у районі (кумарці) Ал-Панадес провінції Барселона, згідно з новою адміністративною реформою перебуватиме у складі Баґарії (округи) Барселона.

## Населення
Населення міста (у 2007 р.) становить 842 особи (з них менше 14 років - 20,9%, від 15 до 64 - 68,9%, понад 65 років - 10,2%). У 2006 р. народжуваність склала 14 осіб, смертність - 4 особи, зареєстровано 7 шлюбів. У 2001 р. активне населення становило 272 особи, з них безробітних - 16 осіб.

Серед осіб, які проживали на території міста у 2001 р., 484 народилися в Каталонії (з них 366 осіб у тому самому районі, або кумарці), 66 осіб приїхало з інших областей Іспанії, а 20 осіб приїхало з-за кордону. 

Університетську освіту має 13,1% усього населення. 

У 2001 р. нараховувалося 183 домогосподарства (з них 10,9% складалися з однієї особи, 30,6% з двох осіб,23% з 3 осіб, 23% з 4 осіб, 7,1% з 5 осіб, 4,9% з 6 осіб, 0% з 7 осіб, 0,5% з 8 осіб і 0% з 9 і більше осіб).

Активне населення міста у 2001 р. працювало у таких сферах діяльності : у сільському господарстві - 2,3%, у промисловості - 30,9%, на будівництві - 11,3% і у сфері обслуговування - 55,5%. 

 У муніципалітеті або у власному районі (кумарці) працює 99 осіб, поза районом - 209 осіб.

### Безробіття
У 2007 р. нараховувалося 25 безробітних (у 2006 р. - 16 безробітних), з них чоловіки становили 44%, а жінки - 56%.

## Економіка

### Підприємства міста

#### Промислові підприємства
| \| Промислові підприємства міста, за сферою діяльності \| Промислові підприємства міста, за сферою діяльності \| Промислові підприємства міста, за сферою діяльності \| \| Рік \| 2002 р. \| 2001 р. \| \| --------------------------------------------------- \| --------------------------------------------------- \| --------------------------------------------------- \| \| Енергетичні та водні ресурси \| 0% \| 0% \| \| Хімія та метали \| 0% \| 0% \| \| Переробка металів \| 25% \| 25% \| \| Продукти харчування \| 50% \| 50% \| \| Текстиль \| 0% \| 0% \| \| Виробництво меблів, видання \| 25% \| 25% \| \| Інше \| 0% \| 0% \| \| Усього підприємств \| 8 \| 8 \| |         |         |
| Промислові підприємства міста, за сферою діяльності |         |         |
| Рік | 2002 р. | 2001 р. |
| Енергетичні та водні ресурси | 0%      | 0%      |
| Хімія та метали | 0%      | 0%      |
| Переробка металів | 25%     | 25%     |
| Продукти харчування | 50%     | 50%     |
| Текстиль | 0%      | 0%      |
| Виробництво меблів, видання | 25%     | 25%     |
| Інше | 0%      | 0%      |
| Усього підприємств | 8       | 8       |

#### Роздрібна торгівля
| \| Підприємства роздрібної торгівлі міста, за сферою діяльності \| Підприємства роздрібної торгівлі міста, за сферою діяльності \| Підприємства роздрібної торгівлі міста, за сферою діяльності \| \| Рік \| 2002 р. \| 2001 р. \| \| ------------------------------------------------------------ \| ------------------------------------------------------------ \| ------------------------------------------------------------ \| \| Продукти харчування \| 33,3% \| 33,3% \| \| Одяг та взуття \| 33,3% \| 33,3% \| \| Товари для дому \| 0% \| 0% \| \| Книги та періодичні видання \| 0% \| 0% \| \| Промислова хімічна продукція \| 33,3% \| 33,3% \| \| Продукція, пов'язана з транспортними засобами \| 0% \| 0% \| \| Інше \| 0% \| 0% \| \| Усього підприємств \| 3 \| 3 \| |         |         |
| Підприємства роздрібної торгівлі міста, за сферою діяльності |         |         |
| Рік | 2002 р. | 2001 р. |
| Продукти харчування | 33,3%   | 33,3%   |
| Одяг та взуття | 33,3%   | 33,3%   |
| Товари для дому | 0%      | 0%      |
| Книги та періодичні видання | 0%      | 0%      |
| Промислова хімічна продукція | 33,3%   | 33,3%   |
| Продукція, пов'язана з транспортними засобами | 0%      | 0%      |
| Інше | 0%      | 0%      |
| Усього підприємств | 3       | 3       |

#### Сфера послуг
| \| Підприємства міста, що працюють у сфері послуг, за діяльністю \| Підприємства міста, що працюють у сфері послуг, за діяльністю \| Підприємства міста, що працюють у сфері послуг, за діяльністю \| \| Рік \| 2002 р. \| 2001 р. \| \| ------------------------------------------------------------- \| ------------------------------------------------------------- \| ------------------------------------------------------------- \| \| Гуртова торгівля \| 13,6% \| 10% \| \| Готелі та готельний бізнес \| 9,1% \| 10% \| \| Транспорт та зв'язок \| 13,6% \| 15% \| \| Посередницькі фінансові послуги \| 0% \| 0% \| \| Послуги підприємствам \| 4,5% \| 5% \| \| Послуги фізичним особам \| 22,7% \| 30% \| \| Нерухомість та ін. \| 36,4% \| 30% \| \| Усього підприємств \| 22 \| 20 \| |         |         |
| Підприємства міста, що працюють у сфері послуг, за діяльністю |         |         |
| Рік | 2002 р. | 2001 р. |
| Гуртова торгівля | 13,6%   | 10%     |
| Готелі та готельний бізнес | 9,1%    | 10%     |
| Транспорт та зв'язок | 13,6%   | 15%     |
| Посередницькі фінансові послуги | 0%      | 0%      |
| Послуги підприємствам | 4,5%    | 5%      |
| Послуги фізичним особам | 22,7%   | 30%     |
| Нерухомість та ін. | 36,4%   | 30%     |
| Усього підприємств | 22      | 20      |

## Житловий фонд
У 2001 р. 3,8% усіх родин (домогосподарств) мали житло метражем до 59 м2, 8,7% - від 60 до 89 м2, 34,4% - від 90 до 119 м2 і
53% - понад 120 м2.

З усіх будівель у 2001 р. 16,1% було одноповерховими, 78% - двоповерховими, 6
% - триповерховими, 0% - чотириповерховими, 0% - п'ятиповерховими, 0% - шестиповерховими,
0% - семиповерховими, 0% - з вісьмома та більше поверхами.

## Автопарк
| \| Автомобілі, зареєстровані у місті, за призначенням \| Автомобілі, зареєстровані у місті, за призначенням \| Автомобілі, зареєстровані у місті, за призначенням \| \| Рік \| 2006 р. \| 2005 р. \| \| -------------------------------------------------- \| -------------------------------------------------- \| -------------------------------------------------- \| \| Приватні автомобілі \| 66,1% \| 68,5% \| \| Мотоцикли \| 0,7% \| 9,4% \| \| Вантажівки \| 33% \| 17,2% \| \| Трактори \| 0% \| 0,7% \| \| Автобуси та ін. \| 0,2% \| 4,3% \| \| Усього автомобілів \| 9.764 шт. \| 577 шт. \| |           |         |
| Автомобілі, зареєстровані у місті, за призначенням |           |         |
| Рік | 2006 р.   | 2005 р. |
| Приватні автомобілі | 66,1%     | 68,5%   |
| Мотоцикли | 0,7%      | 9,4%    |
| Вантажівки | 33%       | 17,2%   |
| Трактори | 0%        | 0,7%    |
| Автобуси та ін. | 0,2%      | 4,3%    |
| Усього автомобілів | 9.764 шт. | 577 шт. |

## Вживання каталанської мови
У 2001 р. каталанську мову у місті розуміли 98,7% усього населення (у 1996 р. - 97%), вміли говорити нею 90% (у 1996 р. - 
90,3%), вміли читати 88,7% (у 1996 р. - 87,2%), вміли писати 65,5
% (у 1996 р. - 57,8%). Не розуміли каталанської мови 1,3%.

## Політичні уподобання
У виборах до Парламенту Каталонії у 2006 р. взяло участь 415 осіб (у 2003 р. - 362 особи). Голоси за політичні сили розподілилися таким чином:
| \| Вибори до Парламенту Каталонії \| Вибори до Парламенту Каталонії \| Вибори до Парламенту Каталонії \| \| Рік \| 2006 р. \| 2003 р. \| \| -------------------------------------- \| ------------------------------ \| ------------------------------ \| \| Конвергенція та Єднання (CiU) \| 41,4% \| 44,5% \| \| Соціалістична партія Каталонії (PSC) \| 19,8% \| 21,8% \| \| Народна партія (PP) \| 5,1% \| 4,4% \| \| Ініціатива за зелену Каталонію (IC) \| 10,4% \| 7,5% \| \| Республіканська лівиця Каталонії (ERC) \| 19,3% \| 21,3% \| \| Громадянська партія (C's) \| 1,9% \| 0% \| \| Інші \| 2,2% \| 0,6% \| |         |         |
| Вибори до Парламенту Каталонії |         |         |
| Рік | 2006 р. | 2003 р. |
| Конвергенція та Єднання (CiU) | 41,4%   | 44,5%   |
| Соціалістична партія Каталонії (PSC) | 19,8%   | 21,8%   |
| Народна партія (PP) | 5,1%    | 4,4%    |
| Ініціатива за зелену Каталонію (IC) | 10,4%   | 7,5%    |
| Республіканська лівиця Каталонії (ERC) | 19,3%   | 21,3%   |
| Громадянська партія (C's) | 1,9%    | 0%      |
| Інші | 2,2%    | 0,6%    |

У муніципальних виборах у 2007 р. взяло участь 475 осіб (у 2003 р. - 369 осіб). Голоси за політичні сили розподілилися таким чином:
| \| Муніципальні вибори \| Муніципальні вибори \| Муніципальні вибори \| \| Рік \| 2007 р. \| 2003 р. \| \| -------------------------------------- \| ------------------- \| ------------------- \| \| Конвергенція та Єднання (CiU) \| 68,8% \| 68,6% \| \| Соціалістична партія Каталонії (PSC) \| 31,2% \| 31,4% \| \| Народна партія (PP) \| 0% \| 0% \| \| Ініціатива за зелену Каталонію (IC) \| 0% \| 0% \| \| Республіканська лівиця Каталонії (ERC) \| 0% \| 0% \| \| Громадянська партія (C's) \| 0% \| 0% \| \| Інші \| 0% \| 0% \| |         |         |
| Муніципальні вибори |         |         |
| Рік | 2007 р. | 2003 р. |
| Конвергенція та Єднання (CiU) | 68,8%   | 68,6%   |
| Соціалістична партія Каталонії (PSC) | 31,2%   | 31,4%   |
| Народна партія (PP) | 0%      | 0%      |
| Ініціатива за зелену Каталонію (IC) | 0%      | 0%      |
| Республіканська лівиця Каталонії (ERC) | 0%      | 0%      |
| Громадянська партія (C's) | 0%      | 0%      |
| Інші | 0%      | 0%      |